# Duga Resa
Duga Resa és una ciutat al comtat de Karlovac a 62,6 km de Zagreb (Croàcia). La primera menció escrita data de l'any 1380, algunes troballes arqueològiques han aportat proves d'assentaments des de la prehistòria. De l'antiguitat i de l'època romana se'n han trobat restes al jaciment arqueològic de Sveti Petar Mrežnički, amb l'arribada dels croats la zona es va convertir en una part de l'estat croat medieval especialment en les guerres antiturques posteriors. Fou en aquella època quan es varen construir fortificacions de diferents mides per tal de garantir la defensa al voltant de Dugo Selo, per la defensa de la població.
El 2011, la població total era d'11.180 habitants, als següents assentaments:
- Belajska Vinica - 182
- Belavići - 305
- Bošt - 62
- Cerovački Galovići - 61
- Donje Mrzlo Polje Mrežničko - 504
- Donji Zvečaj - 166
- Duga Resa - 5 989
- Dvorjanci - 123
- Galović Selo - 74
- Gorica - 62
- Gornje Mrzlo Polje Mrežničko - 617
- Grganjica - 17
- Gršćaki - 77
- Kozalj Vrh - 91
- Lišnica - 181
- Mihalić Selo - 81
- Mrežničke Poljice - 114
- Mrežnički Brig - 266
- Mrežnički Novaki - 188
- Mrežnički Varoš - 895
- Mrežničko Dvorište - 65
- Novo Brdo Mrežničko - 119
- Pećurkovo Brdo - 101
- Petrakovo Brdo - 120
- Sveti Petar Mrežnički - 164
- Šeketino Brdo - 180
- Venac Mrežnički - 133
- Zvečaj- 198